# Anopheles litoralis
Anopheles litoralis este o specie de țânțari din genul Anopheles, descrisă de King în anul 1932. Conform Catalogue of Life specia Anopheles litoralis nu are subspecii cunoscute.